# Parlamentsvalget i Grækenland maj 2012
Grækenlands første parlamentsvalg i 2012 blev afholdt 6. maj 2012. 
Da det ikke var muligt at danne en parlamentarisk regering efter valget, blev der udskrevet et nyt parlamentsvalg, der fandt sted den 17. juni 2012. 

## Valgresultater i maj 2012
Valgresultaterne fra valget i 2009 står i parentes. 
- Nyt demokrati: 18,85 procent, 108 mandater (2009: 91 mandater), valgforbund med Demokratiske Alliance i juni 2012.
- SYRIZA: 16,78 procent, 52 mandater (2009: 13 mandater)
- PASOK: 13,18 procent, 41 mandater (2009: 160 mandater)
- Uafhængige grækere: 10,60 procent, 33 mandater, (stiftet i 2012)
- Grækenlands Kommunistiske Parti: 8,48 procent, 26 mandater (2009: 21 mandater)
- Gyldent Daggry: 6,97 procent, 21 mandater (2009: 0,29 procent, 0 mandater)
- Demokratiske venstre: 6,11 procent, 19 mandater (stiftet i 2010)
- Oikologoi Prasinoi: 2,93 procent, 0 mandater (2009: 2,53 procent, 0 mandater)
- Folkelig Ortodoks Samling: 2,90 procent, 0 mandater (2009: 15 mandater)
- Demokratiske Alliance: 2,55 procent, 0 mandater (stiftet i 2010), valgforbund med Nyt demokrati i juni 2012.
- Genskab Grækenland: 2,15 procent, 0 mandater, (stiftet i 2012), valgforbund med Drasi og Liberal Alliance i juni 2012.
- Valgforbundet Drasi og Liberal Alliance: 1,80 procent, 0 mandater (Drasi stiftet 2009, Liberal Alliance stiftet 2007, men deltog ikke i valget i 2009), valgforbund med Genskab Grækenland i juni 2012.